# Heteroclitopus collarti
Heteroclitopus collarti är en skalbaggsart som beskrevs av Emile Janssens 1939. Heteroclitopus collarti ingår i släktet Heteroclitopus och familjen bladhorningar. Inga underarter finns listade i Catalogue of Life.